# Shank 2
Shank 2 – gra komputerowa z gatunku platformówek i beat 'em up ze stylizowaną na komiksową grafiką 2D. Została wyprodukowana przez Klei Entertainment i wydana przez Electronic Arts w dystrybucji elektronicznej na PlayStation Network, Xbox Live i Steam. Jej światowa premiera odbyła się 7 lutego 2012 roku, a europejska 8 lutego 2012 roku. Jest kontynuacją gry Shank z 2010 roku.

## Odbiór gry
Gra otrzymała głównie pozytywne recenzje uzyskując średnie ocen na poziomie 78,42% w wersji na Xbox 360, 79,30% w wersji na PlayStation 3 i 71,90% w wersji na komputery osobiste w agregatorze GameRankings oraz odpowiednio 77/100, 77/100 i 72/100 w agregatorze Metacritic.